# Holbrook (Nueva York)
Holbrook es un lugar designado por el censo (o aldea) ubicado en el condado de Suffolk (isla Long Island) en el estado estadounidense de Nueva York. En el año 2000 tenía una población de 27 512 habitantes y una densidad poblacional de 1557 personas por km².

## Geografía
Holbrook se encuentra ubicado en las coordenadas 40°47′59″N 73°4′32″O / 40.79972, -73.07556. Según la Oficina del Censo, la ciudad tiene un área total de 17,7 km² (6,8 mi²), de la cual 17,7 km² (6,8 mi²) es tierra y 0 km² (0 mi²) (0%) es agua.

## Demografía
Según la Oficina del Censo en 2007 los ingresos medios por hogar en la localidad eran de $96,530, y los ingresos medios por familia eran $101,336. Los hombres tenían unos ingresos medios de $50,040 frente a los $33,651 para las mujeres. La renta per cápita de la localidad era de $26,863. Alrededor del 3.3% de la población estaban por debajo del umbral de pobreza.